# Spinga
Spinga (Spinges in tedesco) è una frazione del comune di Rio di Pusteria, nella Provincia autonoma di Bolzano. Il paese è a circa 1105 metri di altitudine e conta 288 abitanti (al 31 dicembre 2008).

## Storia
I primi accenni al paese di Spinga risalgono al 1174 e si trovano nel testamento di Heinrich von Fügen, vescovo della diocesi di Bressanone.
Spinga viene ricordata per lo scontro  che vi si svolse il 2 aprile 1797, quando i Tiroler Schützen della valle dell'Inn incontrarono un distaccamento francese. Questo scontro è stato successivamente trasformato in una vittoria dalla propaganda nazionalista tirolese ottocentesca. Lo scontro esaltò la figura di Katharina Lanz facendo nascere la leggenda della ragazza di Spinga, una donna che avrebbe affrontato i francesi dal muro del cimitero della chiesa di San Ruperto.
A lei è stata intitolata la scuola media di Rio Pusteria, chiamata "la ragazza di Spinga" (das Mädchen von Spinges) ed è spesso raffigurata con una forca da fieno.

## Monumenti e luoghi d'interesse

### Architetture religiose
- Chiesa di San Ruperto
- Capella del Santo Sepolcro[6]